# Arno den Hartog
Arnold „Arno“ Pieter Bernard den Hartog (* 8. November 1954 in Oss) ist ein ehemaliger niederländischer Hockeyspieler, der 1983 Europameister war.

## Sportliche Karriere
Der 1,87 m große Mittelfeldspieler bestritt von 1979 bis 1985 insgesamt 109 Länderspiele für die niederländische Nationalmannschaft, in denen er 17 Tore erzielte.
Bei der Weltmeisterschaft 1982 in Bombay belegten die Niederländer in der Vorrunde den zweiten Platz hinter den Australiern. Nach einer 2:4-Niederlage im Halbfinale gegen Pakistan unterlagen die Niederländer im Spiel um den dritten Platz den Australiern ebenfalls mit 2:4. Arno den Hartog wirkte in allen sieben Spielen mit, konnte aber im Turnierverlauf kein Tor erzielen. 1983 waren die Niederländer in Amsterdam Gastgeber der Europameisterschaft. Die Niederländer gewannen ihre Vorrundengruppe und besiegten im Halbfinale die deutsche Mannschaft mit 4:1. Im Finale trafen sie auf die sowjetische Mannschaft. Das Spiel stand am Ende der regulären Spielzeit 2.2 und am Ende der Verlängerung 4:4. Im Siebenmeterschießen siegten die Niederländer mit 8:6. Arno den Hartog wirkte in vier Spielen mit, darunter das Finale. 1984 in Los Angeles nahm er an seinen einzigen Olympischen Spielen teil. Als Vorrundendritte spielten die Niederländer nur um die Plätze 5 bis 8, letztlich belegten sie den sechsten Platz. Arno den Hartog wirkte in fünf Spielen mit, beim Penaltyschießen gegen Spanien verwandelte er zwei Penalties. Im Juni 1985 bestritt Arno den Hartog sein letztes Länderspiel.
Arno den Hartog spielte für den SV Kampong, mit dem er 1985 niederländischer Meister wurde.